# Gustav Rolin
Gustav Rolin (* 1863; † 1937) war ein österreichischer Romanist böhmischer Herkunft.

## Leben
Rolin promovierte 1887/1888 bei Jules Cornu an der Karl-Ferdinands-Universität in Prag mit der Arbeit Analogie dans le développement de l’article partitif en français und wurde ebenda Professor für Romanische Philologie. Zusammen mit Wendelin Foerster gab er die Reihe Altfranzösische Bibliothek heraus. 1933 wurde er emeritiert. Zu seinen Schülern zählte Erhard Preißig.

## Werke
- (Hrsg.) Aliscans. Mit Berücksichtigung von Wolframs von Eschenbach Willehalm, Leipzig 1894, 1897, Wiesbaden 1967
- (Hrsg.) Soffredi del Grathia's Übersetzung der philosophischen Traktate Albertano's von Brescia, Leipzig 1898
- Lehrbuch der italienischen Umgangssprache für Schul- und Selbstunterricht, Wien 1906
- Kurzgefaßte italienische Sprachlehre, Leipzig/Wien 1907